# Vollenhovia dentata
Vollenhovia dentata é uma espécie de formiga do gênero Vollenhovia, pertencente à subfamília Myrmicinae.